# 藤原基央
藤原 基央（ふじわら もとお、1979年4月12日 - ）は、日本のシンガーソングライター。ロックバンドBUMP OF CHICKENでボーカル・ギターを担当。千葉県佐倉市出身。LONGFELLOW所属。

## 概要
愛称は、藤くん。
BUMP OF CHICKENのほぼ全曲の作詞・作曲を担当している。
後述のミュージカル音楽の制作経験に加えてゲームソフト『テイルズ オブ ジ アビス』の主題歌を担当したことを期に、同ゲームのゲームミュージックも手掛け、サウンドトラック『SONG FOR TALES OF THE ABYSS』（2006年3月22日発売）を「MOTOO FUJIWARA」名義で発表した。現時点では唯一のソロリリースである。
サザン・ロックが好きであると公言している。プレイスタイルにもその影響があると語っている。他に好んで聴く音楽ジャンルは1980年代ハードロック、カントリー・ミュージック、ブルーグラスなどがある。高校生の頃に先輩のバンドの助っ人ギタリストとしてメタリカやメガデスのコピーをやっていたことがある。好きなギタリストはザック・ワイルド、ジェリー・ダグラス、ブライアン・メイ、藤井一彦。また携帯の着信音を「世界の車窓から」のテーマ曲にしていた時期もある。
自身がバンド内で担当するギターのほかブズーキ、木琴、ピアノなど、必要に応じて多種類の楽器を使用する。また、河口湖の土産物屋で購入した300円の赤いハーモニカを愛用している。シングル「花の名」のカップリング曲「東京賛歌」以降、ハーモニカが度々レコーディングに使用されるようになった。バンドのベース担当、直井由文が欠席した日に代わりにベースを仮録したことがあり、2020年〜2021年の直井の活動休止中には藤原が「Flare」「なないろ」のベースをレコーディングした。楽曲「車輪の唄」のプロモーション・ビデオでは、マンドリンを演奏している。使用機材については後述の使用機材の節を参照。

## 人物
- 未年で牡羊座[1]。血液型O型[1]。

### 食べ物
苦手な食べものは辛いもの全般である。一方好きなものはいちごサンド、おにぎり、トマト、チーズで、特にいちごサンドは公式サイトのコンテンツで取り上げられたこともあるほか、トマトに関しては藤原の誕生日を記念して制作されたTシャツのバックプリントに「トマト」と書かれていたこともあった。

### その他
楽曲のモチーフとして宇宙に関連する事柄が非常に多く登場する。誕生日に宇宙の図鑑を貰うほど宇宙が好きで、本人によるとIQが下がっているときは大抵、宇宙のことに考えをめぐらすと語っている。スタッフからアルバムの名前のことを聞かれ、「jupiter」と答えてしまったことからタイトルが決まったというエピソードもある（後でわかったことだが、自分が木曜日生まれだったことに自身も驚いていた）。
ツアー中などで疲労が蓄積したときも蕁麻疹が出てしまう体質であるためライブの前後には風呂に1時間から2時間浸かるなどして徹底的に体調管理をするようになった結果、「ガリガリに痩せてきてしまった」と語っている。
ゲーム好きであり、『ファミ通』の町内会に何度も投稿し、ガバスを収集していたことから『ドキばぐ』の取材でやって来た漫画家の柴田亜美と担当編集者のチップス小沢の事も知っていた。

## 来歴
1979年4月12日、秋田県秋田市で誕生し、幼稚園に入るまでの間に現在の千葉県佐倉市へと引っ越す。年少期はピアノを習っていた。また、その頃には既に楽曲を作っていた。姉の影響でマイケル・ジャクソンが好きで録画したMTVの番組を流していたという環境から洋楽などを頻繁に聴いていたが、日本のポップスも姉とハモって歌うなどしていた。初めて買ったギターは、小学校6年生のころに3,000円で購入したアコースティック・ギターである。ゲームが好きなのは当時から変わらず、ドラゴンクエストをクリアした後にサウンドトラックを聴くのが趣味だった。中学生時代も気がついたら歌い始めている、というほどの根っからの音楽好きだったという。1994年、中学3年生の頃ドラムスの升秀夫に誘われ、自分が実行委員会の副委員長だった文化祭で現在のBUMP OF CHICKENの母体バンド「ハゲバンド」（藤原、直井、升、“あいつ”の4人がメンバー。増川はスタッフとして参加）での初となるライブを決行（「ツイスト・アンド・シャウト」等をカバー）。中学時代はバスケットボール部であったが、補欠だったため部活中は体育館器具庫で過ごし、試合には出なかった。
中学卒業後も頻繁にメンバーと会って自作曲を書き始めるが、進学した日出学園高等学校では、高校1年生の秋に中退。そのため家に家賃（5万円）を入れる事となるが、アルバイトは長くは続かず、家に5万も入れるぐらいなら同じ5万円のアパートに住んだほうがいいと思って16歳のとき上京した。
初期の曲「ガラスのブルース」はこのころ作曲された。上京したての頃は住所不定で知人の家を転々としていたが、泊まる場所がなく公園で野宿したり、新宿アルタ前で演奏して日銭を稼いだりしていた。「ガラスのブルース」とアルバム『FLAME VEIN』の期間はミュージカル用の楽曲を書き下ろす経験をしている（曲名は「はしるおんな」でメンバーと共に『バンド役』として出演した）。
2020年8月24日、自身がパーソナリティを務めるbayfmのラジオ番組「PONTSUKA!!」で結婚したことを発表した。

## キャラクター

### ニコル
藤原がよく描くキャラクターとして「ニコル」が存在する。元々藤原は絵を描くことを得意としており、アルバム『THE LIVING DEAD』『ユグドラシル』のジャケットの絵や『FLAME VEIN』の歌詞カード、さらには『orbital period』にブックレットとして付属した絵本の「星の鳥」などを手掛けているが、ニコルは歌詞カードや公式サイトなどにたびたび登場する。外見はネコであるが、2足歩行で赤・白色のボーダー柄のマフラーを巻いている。また、長靴やカバンを装着しているときもある。『FLAME VEIN』の歌詞カードでは日本語を話している。ニコルの作者は藤原だが、モデルは藤原の母親が描いていたネコである。なお、藤原は自身のサインにニコルを合わせて描いている。
楽曲「スノースマイル」のミュージック・ビデオでは、藤原がニコルと同じようなマフラーを巻いている（このときは白地に黒のボーダー柄であった）。
近年はニコルのグッズ（キーホルダー、ぬいぐるみ、Tシャツなど）も販売されている。特にぬいぐるみは、藤原がステージ上に持ち込んだこともあった。
2023年5月28日にリリースされたバンドの公式アプリ「be there」のコンテンツ『MEET NICOLE』に3Dモデル化されたニコルが登場している。

## 作品
- SONG FOR TALES OF THE ABYSS （2006年3月22日、TFCC-86193）
  - ゲームソフト『テイルズ オブ ジ アビス』のサウンドトラック。MOTOO FUJIWARA名義にて発表。

### 参加作品
- delayed （2002年9月25日、COCP-50699）
  - syrup16gのアルバム。M-4「水色の風」でコーラスを担当。
- 冒険彗星 （2008年11月26日、FLCF-4263）
  - 榎本くるみのシングルおよび楽曲。プロデュース（作詞・作曲）を担当したほか、ギター・キーボード・タンブリン・オートハープ・グロッケンシュピール・ティンパニ・クラップを担当。

#### ゲーム音楽
- テイルズ オブ ジ アビス（2005年12月15日）

## 使用機材
ギター
- ギブソン
  - Gibson Les Paul Special 1960 Historic Collection 2001 TV Yellow (2001年製)
  - Gibson Les Paul Special 1960 Historic Collection 2002 TV Yellow (2002年製)
  - Gibson Les Paul Special 1960 Historic Collection TV Yellow
  - Gibson Les Paul Special 1960 Historic Collection TV Yellow
  - Gibson Les Paul Special TV Yellow 1957
  - Gibson Les Paul Custom (1968年製)
  - Gibson Les Paul Standard Cherry Sunburst (1959年製)
  - Gibson Les Paul Standard 1959 Historic Collection
  - Gibson ES-335 (1961年製)
  - Gibson Les Paul Acoustic TBK (2002年製)
  - Gibson J-45 (山野楽器オーダーメイドスペシャルモデル)
  - Gibson J-45 (1960年製)
  - Gibson A-jr

- フェンダー
  - Stratocaster（1961年製）
  - Stratocaster (1972年製)
  - Telecaster（1959年製）
  - Telecaster Thinline (1972年製)
  - Jaguar（1965年製）

- Sonic
  - Sonic Stratocaster Black #W401 (2004年製)
  - Sonic Stratocaster Black ＃V504 (2005年製)
  - Sonic Les Paul Special TV Yellow

- Tokai Les Paul Special TV Yellow Type (2004年製)
  - Tokai Les Paul Special Blue Type (2006年製)

- G&L ASATセミ・ホロー
- マーティン
  - D-25 (不明)
  - D-45（1968年製）
  - 0-18（1943年製）
  - D-28/12-Strings
  - リトルマーチン LXK2
  - OM-15
  - D-28-12  (12弦ギター)

- ギルド F-50（1979年製）
- 河野ギター製作所 SAKURAI KOHNO Special
- Rickenbacker
  - 330（1967年製）
  - 360/12（1966年製）
  - Avalon AS-101
  - Mad Axe Stratocaster Black (1996年製)
  - Washburn Guitars 1887 Style New Model (1887年製)
  - Lowden 0-15 (1995年製)

など。ギターは全てラムトリック・カンパニーでパーツを取り外し、組み立て直すなどの調整がなされている。
アンプ
- MATCHLESS DC-30
- Honda Sound Works オリジナルアンプ
- バッドキャット Black Cat-30
- フェンダー Vibro King
- ヴォックス AC30
- マーシャル 1959LP

など。アンプは全てホンダ・サウンド・ワークスにより真空管交換などの調整がなされている。
弦
- ERNIEBALL Regular Slinky
- Martin MSP4100

エフェクター
- FREE THE TONE  FINAL BOOSTER FB-2（ブースター）
- Honda Sound Works Original Custom Made (オーバードライブ)
- Eventide Time Factor （ディレイ）
- FREE THE TONE Custom Made Output Selector（セレクター）

シールドケーブル
- Free the tone CU-6550LNG

その他;
- フラットマンドリン
- ブズーキ
- シタール

など。
フェンダー製のミディアムの白のティアドロップ型のピックは落としたらマイクスタンドに大量に付けてあるにもかかわらずインディーズ時代同様、未だ「拾いたい」と語っている。頻繁に使用する「レスポール・スペシャル」（TVイエロー）は楽器屋の端にひっそりと置いてあったものを見つけたとのこと。この時スペシャルを購入するまではレスポール・カスタムのコピーモデルを使っていた。現在は、ギブソン・カスタム・ショップ製のヒストリック・コレクションが4本、57年製のビンテージが1本、トーカイのホンダ・サウンド・ワークスモデルが2本、ラムトリック・カンパニーのオリジナルブランドであるSonicのレスポール・スペシャルモデル1本と、同モデルを8本も所有している。ピックアップは常にセンター。4弦の開放を頻繁に使用するためにナットの4弦の減りが早く、本人は「4弦ナット壊し病」と語っている。ちなみに「ハルジオン」のプロモーション・ビデオでは後半に4弦を切っている。

## 評価
藤原と長年親交深い音楽評論家の鹿野淳は、藤原の曲を「ブルースとフォークがものすごく根深いところで根付いている音楽」と分析している。作詞に関しては「“終わり”とか“死”とかっていうものからの逆算（中略）があるから“生きる”ってことを歌うということではない、“生きてる”っていう、この淡々とした現実っていうとこから物事を進めていく」「いろんな人のいろんなコンディションで聴き方が変わってもOKなだけのタフネスを、楽曲自体が持っている」と評した。
またMr.Childrenの桜井和寿は、2000年代を総括するインタビューの中で、「バンプは凄い衝撃だった」と自ら切り出し、「言葉に対する美意識と、執着と、そして同時にバンドとしての音も、凄いなぁと思う。コンポーザーへのリスペクトも感じている」と評し、2000年代の最も印象的だった曲として「ロストマン」を挙げた。
音楽プロデューサー、ベーシストの亀田誠治は、2000年代に「本当に信念をもって頑張った」アーティストとして、桜井和寿、椎名林檎と共に藤原基央を挙げている。